# Lesotho Mounted Police Service Football Club
Maillots
Actualités
Le Lesotho Mounted Police Service Football Club, plus connu sous le nom de LMPS FC, est un club lésothien de football basé à Maseru, la capitale du pays.

## Historique
Fondé à Maseru en 1970 sous le nom de Police Football Club, le club compte à son palmarès un championnat et deux coupes du Lesotho.
Au niveau international, le titre remporté en 1972 a permis au club de participer à la Coupe d'Afrique des clubs champions la saison suivante, se faisant éliminer dès son entrée en lice par les Malgaches du Fortior Mahajanga.

## Palmarès
- Championnat du Lesotho (1) :
  - Vainqueur : 1972

- Coupe du Lesotho (2) :
  - Vainqueur : 2008 et 2009